# Vlag van Texas
De vlag van Texas, bijgenaamd de Lone Star Flag, bestaat uit een blauwe verticale baan aan de hijszijde, met rechts daarvan twee horizontale banen met boven wit en onder rood. In het midden van de blauwe baan staat een witte ster. De vlag is in 1839 in gebruik genomen als vlag van de toen nog onafhankelijke Republiek Texas en is sindsdien ongewijzigd in gebruik gebleven, ook nadat Texas een Amerikaanse staat werd.

## Symboliek
De Texaanse wet heeft de kleuren een symbolische betekenis gegeven: blauw staat voor loyaliteit, wit voor kracht en rood voor dapperheid.
De vlag is zoals vermeld bekend onder de bijnaam Lone Star Flag; dit heeft Texas de bijnaam Lone Star State gegeven.
Volgens veel bronnen is de Texaanse vlag de enige staatsvlag die op dezelfde hoogte mag hangen als de nationale vlag, wanneer beide vlaggen worden gehesen. Dit is echter onjuist: elke staatsvlag mag even hoog gehesen worden als de nationale vlag, waarbij wel de voorwaarde geldt dat de vlag van de Verenigde Staten links hangt.

## Ontwerp
De blauwe, witte en rode banen nemen ieder een derde van de oppervlakte van de vlag in. De blauwe baan beslaat een derde van de breedte van de vlag en toont in het midden een vijfpuntige ster met een punt naar boven. De diameter van de ster is driekwart van de breedte van de blauwe baan. De vlag zelf heeft een hoogte-breedteverhouding van 2:3.
De kleuren rood en blauw zijn hetzelfde als in de vlag van de Verenigde Staten. Volgens de Texas Government Code is het rood gelijk aan PMS193 in de Pantonecodering; het blauw in de vlag heeft Pantone-code PMS281.

## Geschiedenis
Tot 1835 vormden Texas en de tegenwoordige Mexicaanse staat Coahuila de Zaragoza samen de staat Coahuila y Texas. In deze staat werd een vlag gebruikt die gebaseerd was op de Mexicaanse driekleur, maar met twee sterren in het midden als symbolen voor Coahuila en Texas. De kleur van de sterren was waarschijnlijk geel of goud, maar sommige bronnen spreken van blauw of groen.
De eerste vlag, die door alleen Texas werd gebruikt, was de Mexicaanse driekleur met de inscriptie '1824'. Het jaar verwees naar het jaar waarop de eerste Mexicaanse grondwet werd getekend, die van Mexico een federatie maakte. Nadat de Mexicaanse dictator Antonio López de Santa Anna een einde maakte aan het federalisme en een centralistisch systeem invoerde, kwamen de Texanen in opstand. Ze gebruikten deze vlag om aan te geven dat het de Mexicaanse regering was, en niet zijzelf, die de grondwet van 1824 had geschonden. Deze vlag is voornamelijk bekend geworden omdat de Texanen onder deze vlag vochten bij de slag om de Alamo.
| Vexillologisch symbool voor een buiten gebruik gestelde vlag | Vexillologisch symbool voor een buiten gebruik gestelde vlag |

Na de onafhankelijkheid van Texas werd de eerste officiële vlag aangenomen. Dit was de zogeheten Burnet Flag, naar Burnet, die werd aangenomen op 10 december 1836. Dit was een azuurblauwe vlag met in het midden een gouden ster, geïnspireerd op de Bonnie Blue Flag van de Republiek van West-Florida uit 1810. Men gebruikte ook een iets andere vlag met een witte ster.
De huidige vlag werd door senator William H. Wharton op 28 december 1838 in het Congres van de toen nog onafhankelijke Republiek Texas geïntroduceerd. Bijna een maand later, op 24 januari 1839, werd de vlag officieel de vlag van de Republiek Texas. Totdat Texas op 29 december 1845 de 28ste staat van de Verenigde Staten werd, was dit de laatste vlag. Toen Texas tot de Verenigde Staten toetrad werd de nationale vlag overgenomen als staatsvlag tot in 1879. Daarna was er geen officiële vlag meer tot 1933 maar werd de Lone Star Flag vaak onofficieel gebruikt. In 1933 werd deze vlag opnieuw aangenomen en lichtjes aangepast. In 2001 werd de wet over de Texaanse vlag weer aangepast.
| Vexillologisch symbool voor een buiten gebruik gestelde vlag · Vexillologisch symbool voor een buiten gebruik gestelde vlag · Vexillologisch symbool voor een militaire vlag te land | Vexillologisch symbool voor een buiten gebruik gestelde vlag · Vexillologisch symbool voor een vlag zoals die in de praktijk wordt uitgevoerd · Vexillologisch symbool voor een buiten gebruik gestelde vlag · Vexillologisch symbool voor een militaire vlag ter zee | Vexillologisch symbool voor een buiten gebruik gestelde vlag |

De vlag van Texas heeft hetzelfde patroon als de 47 jaar jongere vlag van North Carolina, maar met de rode en witte baan omgekeerd. De vlag van Texas is ook terug te zien in de Republiek van de Rio Grande en lijkt zij veel op de vlag van Chili.